# 会員制ラウンジ
会員制ラウンジ（かいいんせいらうんじ）とは、女性会員と呼ばれる女性が男性会員の席に付くものの接待を行わない飲食店。料金は時間制で、常時接待を行う風俗営業（接待飲食店）には該当しない。

## 概要
会員制ラウンジは、元々会員制のシステムをとるレストランやバーが多い東京の西麻布が発祥と言われ、その店舗数も都内の中で最も多い。2010年前後から西麻布、六本木、恵比寿、銀座、青山を中心に広まってきたキャバクラともガールズバーとも違うナイトワークとは違う新しい業態を指し、同様の形態の飲食店が東京都内に広まった。東北地方や西日本ではママさんのいるスナックを「ラウンジ」と称するが、東京周辺ではこの会員制ラウンジを指すものとして定着している。
キャバクラやクラブのように女性店員（キャバ嬢、ホステス）が接待するのではなく、女性会員が同席するシステムであるという点が従来のキャバクラやクラブ、スナックなどとは違う特徴である。男性会員同様に女性会員もお客様という位置づけになるのでドレスアップはしておらず、ワンピースなどの私服で自由な時間に出勤する。店内にはバーテンダーやウェイターがおり、同席する女性がお酒を作ったり、タバコに火をつけたりすることは一部のラウンジを除いて存在しないのが特徴である。
風営法により、水商売にとってはかき入れ時である深夜0時以降の「接待行為」（=歓楽的雰囲気を醸し出す方法により客をもてなすこと）が禁止されているが、接客をしない会員制ラウンジの形式であれば朝方まで営業可能なケースもある。
キャバクラでは接待をする女性従業員のことを「ホステス」または「キャバクラ嬢」または「キャバ嬢」、店の側からはキャストと呼び、客のことはゲストと呼ぶのが普通である。しかし接待をしない会員制ラウンジでは、女性も「お客様」（女性会員）という位置づけであることが特徴である。キャバクラやクラブでは、女性従業員（キャバ嬢・キャスト）には「笑顔での応対」や「相手に話を合わせながらいい気分でお酒を飲ませる」などの感情労働を求められるが、会員制ラウンジの女性会員は感情労働は要求されない。
なお、九州の一部地域（主に北九州市など）では、北海道・北東北同様に「キャバクラ」はその他の地域での「セクシーパブ」に該当する店舗を指し、その他の地域のキャバクラに該当する店舗を「ラウンジ」と称する。関西では「ラウンジ」といえば低価格のクラブを指す。

## サービス内容
キャバクラではキャバ嬢が隣に座り、接待するが、会員制ラウンジでは「女性もお客様」という位置づけなので、接待行為、つまり男性会員にお酒を作る、タバコに火をつけるなどの業務はない。女性は基本的に座ってドリンクを飲みながら男性会員の客と会話をするだけであり、キャバクラのようにノルマやペナルティもなく、出勤も女性の希望に応じてくれる自由なスタイルなのが他のナイトワークとは大きく違う会員制ラウンジの特徴である。
料金は時間制でのセット料金で、他に指名料やドリンク代等が発生する。店舗によっては「テーブルチャージ・税金・サービス料」等として5～20%程度割増となることがある。延長確認の有無は店舗によって異なる。また店外デートについては「同伴」出勤や、閉店後に女性会員と客とで酒などを飲みに行ったりカラオケに行ったりする「アフター」があるのはキャバクラと似ている面である。また、ノルマはないものの、同伴の回数と指名（本指名・場内指名）本数やドリンクの売上等はインセンティブとして給与に上乗せされる。

### 類似の業態
近年では高級クラブと会員制ラウンジの中間の形態に当たる「クラブラウンジ」というスタイルの営業をする例も見られる。高級クラブの客層、雰囲気、会員制ラウンジのような労働条件のゆるさ、高級クラブのような高待遇とクラブと会員制ラウンジの長所を凝縮したスタイルであることが特徴である。主に銀座など、丁寧な接客が必要とされる高級クラブが多数存在するエリアに競合店として出店するケースが多い。高級クラブとは違いママさんがいない、ノルマ・ペナルティが一切ない、出勤も女性が比較的自由に組めるなど自由な面が多いが、お酒を作る、タバコに火をつけるなどの接待行為はクラブ同様にある。私服もワンピースやミニドレスなど比較的フォーマルな格好であることが求められる。

### その他の業態
クラブ
従来から存在する業態で、ホステスが客の横に座り接客する点はキャバクラと同じだが、一般的に料金が時間制ではなく、ボトルキープが基本（料金体系が明確でない）。
キャバクラ
従来から存在する業態で、キャスト（キャバ嬢）」が客の隣に座り接客する。一般的に料金は時間制である。
ランジェリーパブ
略称「ランパブ」。裸の上にランジェリー以外は身に付けず接待する店。ただしホステスの体を触ることは禁止されている。その他はキャバクラとほぼ同様である。
ガールズバー
2006年頃より増え始めた業態。基本はショットバーで、バーテンダー、ウェイトレスは若い女性である。店員は常時隣席に付かないが、カウンター越しなどで会話などの接客を楽しむことができる。